# Escaphiella colima
Escaphiella colima is een spinnensoort in de taxonomische indeling van de Dwergcelspinnen (Oonopidae).
Het dier behoort tot het geslacht Escaphiella. De wetenschappelijke naam van de soort werd voor het eerst geldig gepubliceerd in 2009 door Norman I. Platnick & Dupérré.